# Боднево
Бо́днево — деревня в составе Скребловского сельского поселения Лужского муниципального района Ленинградской области России.

## История

### Российская Империя
БОДНЕВО — деревня принадлежит Ораниенбаумскому дворцовому ведомству, число жителей по ревизии: 44 м. п., 48 ж. п. (1838 год)

БОДНЕВО — деревня Ораниенбаумского дворцового правления, по просёлочной дороге, число дворов — 12, число душ — 40 м. п. (1856 год)

В деревне имелась деревянная часовня во имя святых мучеников Флора и Лавра, построенная не позже первой половины XIX века.
Деревня входила в приход Петропавловской, а позже — Воскресенской церкви Петровского погоста.

БОДНЕВО — деревня Дворцового ведомства при ключе, 13 дворов, жителей 39 м. п., 65 ж. п. (1862 год)

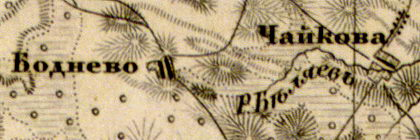
Деревня Боднево на карте 1863 года

В XIX веке деревня административно относилась к Югостицкой волости 2-го стана Лужского уезда Санкт-Петербургской губернии, в начале XX века — 4-го стана.
По данным «Памятной книжки Санкт-Петербургской губернии» за 1905 год деревня называлась Буднево.

### Советское время

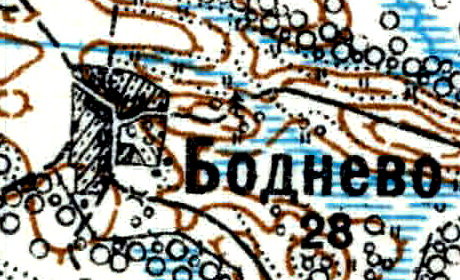
Деревня Боднево на карте 1926 года

Согласно топографической карте 1926 года деревня насчитывала 28 дворов.
По данным 1933 года деревня Боднево входила в состав Бутковского сельсовета Лужского района.
По данным 1966 года деревня Боднево также входила в состав Бутковского сельсовета.
По данным 1973 и 1990 годов деревня Боднево входила в состав Скребловского сельсовета Лужского района.

### Российская Федерация
В 1997 и 2002 годах в деревне Боднево Скребловской волости не было постоянного населения.
В 2007 году в деревне Боднево Скребловского СП — проживали 2 человека.

## География
Деревня расположена в южной части района на просёлочной дороге «Югостицы — Чайково — Заорешье», к югу от автодороги 41К-144 (Киевское шоссе — Невежицы).
Расстояние до административного центра поселения — 11 км.
Расстояние до ближайшей железнодорожной станции Луга — 29 км.
Деревня находится к югу от Череменецкого озера и к востоку от озера Врево.

## Население
| 1838 | 1862 | 1997 | 2007 | 2010 | 2017 |
| ---- | ---- | ---- | ---- | ---- | ---- |
| 92   | ↗104 | ↘0   | ↗2   | ↘0   | →0   |

## Достопримечательности
Дома, отличающиеся крупными размерами, объединённые с хозяйственными постройками в единый комплекс, обильно украшенные резьбой.

## Улицы
Центральная.